# Емскирхен
Емскирхен (њем. Emskirchen) град је у њемачкој савезној држави Баварска. Једно је од 38 општинских средишта округа Нојштат ан дер Ајш-Бад Виндсхајм. Према процјени из 2010. у граду је живјело 6.073 становника. Посједује регионалну шифру (AGS) 9575121.

## Географски и демографски подаци
Емскирхен се налази у савезној држави Баварска у округу Нојштат ан дер Ајш-Бад Виндсхајм. Град се налази на надморској висини од 359 метара. Површина општине износи 67,3 km². У самом граду је, према процјени из 2010. године, живјело 6.073 становника. Просјечна густина становништва износи 90 становника/km².

## Међународна сарадња
| Мјесто | Држава    | Врста сарадње | Од    |
| ------ | --------- | ------------- | ----- |
|        | Француска | партнерство   | 1990. |
| Извор  |           |               |       |